# Josip Primožič
Josip Primožič (7. února 1900 Lublaň – 18. srpna 1985 Maribor) byl jugoslávský sportovní gymnasta slovinské národnosti. Byl znám také pod přezdívkami Tošo nebo Jože.
Vyučil se slévačem a pracoval na statku, gymnastice se začal věnovat během vojenské služby v Kraljevu. V roce 1923 vstoupil do lublaňského Sokola, kde ho trénoval Stane Derganc. V jugoslávské reprezentaci debutoval při Letních olympijských hrách 1924, kde přispěl k pátému místu družstva. V roce 1926 získal na mistrovství světa ve sportovní gymnastice stříbrnou medaili na hrazdě a v soutěži týmů. Na Letních olympijských hrách 1928 byl druhý na bradlech, třetí v soutěži družstev, čtvrtý v přeskoku a pátý ve víceboji jednotlivců. Největšího úspěchu dosáhl na světovém šampionátu v roce 1930, kde vyhrál víceboj, prostná, bradla a koně našíř a s družstvem skončil na třetím místě. Zúčastnil se také olympiády v roce 1936, kde obsadil 31. místo ve víceboji a 6. místo v týmové soutěži. Na mistrovství světa v Praze v roce 1938 získal bronz s družstvem a na bradlech. Závodní činnost ukončil ve čtyřiceti letech, u gymnastiky pak zůstal jako rozhodčí a trenér.
Jeho zálibou bylo malířství; je autorem více než patnácti stovek obrazů, především krajin a portrétů. V letech 1949 až 1962 pracoval v Národním divadle v Mariboru jako výtvarník a navrhl scénu k 65 inscenacím, především pro režiséra Frana Žižeka. Byl mu udělen Řád svobody Slovinské republiky a byl zařazen do Síně slávy slovinského sportu. Je po něm pojmenována ulice v mariborské čtvrti Meljski Hrib.